# Parafia św. Stanisława Biskupa i Męczennika w Warszawie
Parafia Świętego Stanisława Biskupa i Męczennika w Warszawie – parafia rzymskokatolicka należąca do dekanatu wolskiego, archidiecezji warszawskiej, metropolii warszawskiej Kościoła katolickiego, w Warszawie. Obsługiwana przez księży diecezjalnych.

## Kościół parafialny
Kościół parafialny św. Stanisława Biskupa i Męczennika został wybudowany w latach 1859–1861 według projektu Józefa Orłowskiego.

## Duszpasterstwo
W 1997 przy parafii powstał Katolicki Zespół Edukacyjny im. ks. Piotra Skargi, którego założycielem i dyrektorem jest ks. prał. dr Sylwester Jeż.